# Marlenis Costa
Pour les articles homonymes, voir Costa.
Marlenis Costa Blanco, née le 30 juillet 1973 à La Palma, est une joueuse de volley-ball cubaine.

## Palmarès
- Jeux olympiques
  -  Médaille d'or en 2000 à Sydney
  -  Médaille d'or en 1996 à Atlanta
  -  Médaille d'or en 1992 à Barcelone